# Héctor Gagliardi

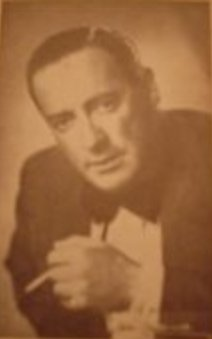
Héctor Gagliardi

Héctor Francisco Gagliardi (Buenos Aires, 29 de novembro de 1909 — Mar del Plata, 19 de janeiro de 1984) foi um poeta, declamador e letrista de tango argentino. Compunha tangos também em lunfardo.
Seus livros vendidos atingiram um milhão e meio de exemplares. Em livros de poemas suas vendas apenas foram ultrapassadas na Argentina pelas da tradicional obra de José Hernández, Martin Fierro.

## Obra

### Poemas
Poemas mais conhecidos:
- La maestra
- A Irineo Leguisamo
- Me llamo tango
- Alergia
- Bolita de ojito
- Buenos Aires
- Calle Corrientes
- El Dotor
- El jubilado
- El Rusito
- La chica del Normal
- La Maestra
- La Pelota de treinta
- La piba de quince
- Querida suegra

### Tangos
- "Alergia" (milonga), com música de Enrique Francini
- "Primer beso" (vals), com música de Carlos Dante e Pedro Noda
- "Humillación", com música Pedro Vergez
- "Perdoname hermano", com música de Edgardo e Osvaldo Donato
- "Uruguay yo te saludo", con música de Donato Racciatti
- "Yo te recuerdo tranvía", com música de Leopoldo Federico
- "Vencido", com música de Orestes Cúfaro
- "Matrimonio", com música de Roberto Carlés
- "Media noche", com música de Eduardo Escaris Méndez e Alberto Tavarozzi
- "Claro de luna", com música de Aníbal Troilo
- "Media noche", com música de Aníbal Troilo, cantado por Aldo Calderón.

### Livros
- Puñado de emociones, com prólogo de Alberto Vaccarezza, 1941
- Versos de mi ciudad, apresentado por Enzo Ardigó, 1944
- Por las calles del recuerdo, com prólogo de Homero Manzi, 1946
- Esquina de barrio, com prólogo de Cátulo Castillo, 1949
- El sentir de Buenos Aires, com prólogo de Jorge A. Bossio, 1981

### Discos
- Héctor Gagliardi (vinil)
- Mis 30 mejores canciones (2 CD)